# BFC Germania 1888
BFC Germania 1888 (celým názvem: Berliner Fußball-Club Germania 1888 e. V.) je německý fotbalový klub, který sídlí v berlínské městské části Tempelhof. Založen byl 15. dubna 1888 a je tak nejstarším dosud aktivním německým klubem. Svůj současný název nese od roku 1949. Fotbalový oddíl od sezóny 2010/11 působí v Kreislize B Berlin, desáté německé nejvyšší fotbalové soutěži. Klubové barvy jsou černá, červená a bílá.
Své domácí zápasy hraje na stadionu Sportplatz an der Götzstrasse s kapacitou 1 000 diváků.

## Nejstarší fotbalové kluby v Německu
Sportovní organizace BFC Germania sama sebe prohlašuje za nejstarší dosud aktivní fotbalový klub na území Německa. Nicméně Germania není prvním fotbalovým klubem, který byl založen na německém území. Před Germanii existovaly s jistotou dva starší fotbalové kluby, a to Dresden English Football Club (DFC; založený v roce 1874) a BFC Frankfurt 1885 (založený v roce 1885). Oba kluby zanikly ještě před první světovou válkou. DFC v roce 1898 a BFC Frankfurt v prvních letech dvacátého století.
V Německu existují i jiné fotbalové kluby, které mají v názvu starší letopočet než rok 1888. V těchto případech se ovšem jedná o založení sportovního klubu a ne fotbalového oddílu. Například sportovní klub TSV 1860 München byl založen v roce 1860, jenže jeho fotbalový oddíl byl založen až v roce 1899.

## Historické názvy
Zdroj: 
- 1888 – BFC Germania 1888 (Berliner Fußball-Club Germania 1888)
- 1945 – zánik
- 1945 – obnovena činnost pod názvem SG Neu-Tempelhof (Sportgemeinschaft Neu-Tempelhof)
- 1949 – BFC Germania 1888 (Berliner Fußball-Club Germania 1888 e. V.)

## Umístění v jednotlivých sezonách
Stručný přehled
Zdroj: 
- 1953–1954: Amateurliga Berlin
- 1992–1994: Landesliga Berlin – sk. 1
- 1994–1996: Landesliga Berlin – sk. 2
- 1996–1998: Landesliga Berlin – sk. 1
- 1998–2001: Bezirksliga Berlin – sk. ?
- 2001–2003: Landesliga Berlin – sk. 1
- 2003–2006: Verbandsliga Berlin
- 2006–2007: Landesliga Berlin – sk. 1
- 2007–2008: Bezirksliga Berlin – sk. 1
- 2008–2009: Kreisliga A Berlin – sk. 3
- 2009–2010: Kreisliga A Berlin – sk. 1
- 2010–2011: Kreisliga B Berlin – sk. 5
- 2011–2012: Kreisliga B Berlin – sk. 2
- 2012–2013: Kreisliga B Berlin – sk. 3
- 2013–2015: Kreisliga B Berlin – sk. 5
- 2015–2016: Kreisliga B Berlin – sk. 6
- 2016–2017: Kreisliga B Berlin – sk. 1
- 2017–2018: Kreisliga B Berlin – sk. 2
- 2018– : Kreisliga B Berlin – sk. 5

Jednotlivé ročníky
Zdroj: 
Legenda: Z - zápasy, V - výhry, R - remízy, P - porážky, VG - vstřelené góly, OG - obdržené góly, +/- - rozdíl skóre, B - body, červené podbarvení - sestup, zelené podbarvení - postup, fialové podbarvení - reorganizace, změna skupiny či soutěže
| Německo (1953 – ) |                            |        |     |     |     |     |     |     |      |     |        |
| Sezóny            | Liga                       | Úroveň | Z   | V   | R   | P   | VG  | OG  | +/-  | B   | Pozice |
| 1953/54           | Amateurliga Berlin         | 2      | 28  | ... | ... | ... | 41  | 87  | -46  | 17  | 15.    |
| ...               |                            |        |     |     |     |     |     |     |      |     |        |
| 1992/93           | Landesliga Berlin – sk. 1  | 5      | 30  | ... | ... | ... | 49  | 61  | -12  | 25  | 13.    |
| 1993/94           | Landesliga Berlin – sk. 1  | 5      | 34  | 12  | 7   | 15  | 60  | 70  | -10  | 31  | 11.    |
| 1994/95           | Landesliga Berlin – sk. 2  | 6      | 30  | 11  | 5   | 14  | 37  | 51  | -14  | 27  | 10.    |
| 1995/96           | Landesliga Berlin – sk. 2  | 6      | ... | ... | ... | ... | ... | ... | ...  | ... |        |
| 1996/97           | Landesliga Berlin – sk. 1  | 6      | 30  | 7   | 5   | 18  | 40  | 72  | -32  | 26  | 14.    |
| 1997/98           | Landesliga Berlin – sk. 1  | 6      | ... | ... | ... | ... | ... | ... | ...  | ... |        |
| 1998/99           | Bezirksliga Berlin – sk. ? | 7      | ... | ... | ... | ... | ... | ... | ...  | ... |        |
| 1999/00           | Bezirksliga Berlin – sk. ? | 7      | ... | ... | ... | ... | ... | ... | ...  | ... |        |
| 2000/01           | Bezirksliga Berlin – sk. ? | 7      | ... | ... | ... | ... | ... | ... | ...  | ... |        |
| 2001/02           | Landesliga Berlin – sk. 1  | 6      | 30  | 19  | 6   | 5   | 71  | 37  | +34  | 63  | 3.     |
| 2002/03           | Landesliga Berlin – sk. 1  | 6      | 30  | 22  | 3   | 5   | 96  | 40  | +56  | 69  | 2.     |
| 2003/04           | Verbandsliga Berlin        | 5      | 34  | 14  | 7   | 13  | 53  | 58  | -5   | 49  | 9.     |
| 2004/05           | Verbandsliga Berlin        | 5      | 34  | 19  | 4   | 11  | 63  | 48  | +15  | 61  | 4.     |
| 2005/06           | Verbandsliga Berlin        | 5      | 34  | 2   | 4   | 28  | 27  | 139 | -112 | 10  | 18.    |
| 2006/07           | Landesliga Berlin – sk. 1  | 6      | 30  | 2   | 1   | 27  | 17  | 122 | -105 | 7   | 16.    |
| 2007/08           | Bezirksliga Berlin – sk. 1 | 7      | 30  | 2   | 5   | 23  | 32  | 98  | -66  | 11  | 16.    |
| 2008/09           | Kreisliga A Berlin – sk. 3 | 9      | 30  | 9   | 11  | 10  | 62  | 64  | -2   | 38  | 10.    |
| 2009/10           | Kreisliga A Berlin – sk. 1 | 9      | 30  | 6   | 7   | 17  | 36  | 72  | -36  | 25  | 15.    |
| 2010/11           | Kreisliga B Berlin – sk. 5 | 10     | 30  | 11  | 2   | 17  | 57  | 91  | -34  | 35  | 12.    |
| 2011/12           | Kreisliga B Berlin – sk. 2 | 10     | 28  | 7   | 2   | 19  | 46  | 80  | -34  | 23  | 14.    |
| 2012/13           | Kreisliga B Berlin – sk. 3 | 10     | 30  | 8   | 8   | 14  | 74  | 83  | -9   | 32  | 11.    |
| 2013/14           | Kreisliga B Berlin – sk. 5 | 10     | 28  | 18  | 1   | 9   | 92  | 60  | +32  | 55  | 3.     |
| 2014/15           | Kreisliga B Berlin – sk. 5 | 10     | 30  | 19  | 4   | 7   | 106 | 58  | +48  | 61  | 4.     |
| 2015/16           | Kreisliga B Berlin – sk. 6 | 10     | 28  | 11  | 3   | 14  | 72  | 64  | +8   | 36  | 10.    |
| 2016/17           | Kreisliga B Berlin – sk. 1 | 10     | 28  | 7   | 6   | 15  | 69  | 94  | -25  | 27  | 10.    |
| 2017/18           | Kreisliga B Berlin – sk. 2 | 10     | 30  | 15  | 6   | 9   | 103 | 55  | +48  | 51  | 6.     |
| 2018/19           | Kreisliga B Berlin – sk. 5 | 10     | 30  |     |     |     |     |     |      |     |        |